# Madan Mohan Mishra
Madan Mohan Mishra (en devanagari: मदनमोहन मिश्र; Lalitpur, 12 de desembre de 1931 - 4 de juliol de 2013) va ser un escriptor i humorista nepalès, conegut per la seva poesia èpica, escrits satírics i cançons infantils. Va escriure en nepalès, nepal bhasa i anglès.

## Biografia
Mishra va néixer a Lalitpur, fill de Pandit Madhusudan i Maheswari Mishra, i va ser educat en sànscrit.
Mishra va escriure més d'una dotzena de llibres, entre ells treballs acadèmics sobre l'art, la cultura i l'escultura. El seu Gajiguluya Mhagasay Pashupatinath (गजिगुलुया म्हगसय् पशुपतिनाथ, 'Pashupatinath en els somnis d'un fumador de marihuana'), publicat el 1975, és una de les seves obres més estimades en nepal bhasa. La primera edició va ser confiscada pel règim panchayat.
Va ser distingit amb el títol de Khyali Ratna ('joia entre els humoristes') per Khyaligulu Guthi, una associació d'humoristes.